# Пеллегрен, Маттия
Матти́я Пеллегри́н (итал. Mattia Pellegrin; род. 8 июля 1989, Кавалезе, Трентино-Альто-Адидже) — итальянский лыжник, участник Олимпийских игр в Сочи. Специалист дистанционных гонок. 
В Кубке мира Пеллегрин дебютировал в марте 13 декабря 2012 года, в декабре 2013 года единственный раз попал в десятку лучших на этапе Кубка мира, в эстафете. Кроме этого на сегодняшний день имеет на своём счету 4 попадания в тридцатку лучших на этапах Кубка мира, 3 в личных гонках и 1 в командных. Лучшим достижением Пеллегрина в общем итоговом зачёте Кубка мира является 104-е место в сезоне 2012-13. 
На Олимпийских играх 2014 года в Сочи занял 36-е место в гонке на 15 км классическим стилем.
За свою карьеру участвовал в одном чемпионате мира, на чемпионате мира 2013 года стал 38-м в масс-старте на 50 км.
Использует лыжи производства фирмы Fischer.